# Jevhen Konovalets
Jevhen Konovalets  (ukrainska: Євген Коновалець), född 14 juni 1891 i Galizien, Kejsardömet Österrike, död 23 maj 1938 i Rotterdam, var en ukrainsk nationalistledare, som ledde Ukrajinska Vijskova Orhanizatsija och Organisationen för ukrainska nationalister.

## Biografi
Konovalets växte upp under österrike-ungerskt och senare polskt styre. Han verkade för idén om väpnad kamp för ett självständigt Ukraina. Han var inledningsvis ledare av Ukrajinska Vijskova Orhanizatsija (UVO), som var en hemlig militär och politisk rörelse bildad i augusti 1920. Inledningsvis opererade UVO i alla länder med ukrainska minoriteter (Polen, Tjeckoslovakien, Sovjetunionen och Rumänien), men med tiden koncentrerade man sina aktiviteter enbart till Polen. Organisationen var också aktiv bland den ukrainska diasporan, framförallt i Tyskland, Litauen, Österrike och Danzig. UVO förövade ett antal attentat mot några av de mest kända polska och sovjetiska politikerna, varav flera lyckades. Bland dessa fanns det misslyckade försöket att mörda Józef Piłsudski och vojvoden av Lwów, Kazimierz Grabowski, den 25 september 1921. Man mördade 1922 den ukrainske poeten Sydir Tverdochlib. Konovalets fick lämna landet i december och levde i exil i Tjeckoslovakien, Tyskland, Schweiz och Italien. UVO inlemmades åren 1929 till 1934 i den nybildade Organisationen för ukrainska nationalister med Konovalets som ledare.
Konovalets blev på grund av sin antisovjetiska verksamhet mördad av den sovjetiska underrättelsetjänste troligtvis på direkt order från Josef Stalin. Attentatet utfördes av Pavel Sudoplatov i maj 1938 i Rotterdam; Sudoplatov dödade Konovalets med en kraftig sprängladdning, dold i en chokladask.